# Sámod
Sámod ist eine ungarische Gemeinde im Kreis Sellye im Komitat Baranya.

## Geografische Lage
Sámod liegt ungefähr auf halber Strecke zwischen den Städten Sellye und Harkány, drei Kilometer östlich der Großgemeinde Vajszló. Nachbargemeinden sind Adorjás, Baranyahídvég und Kórós.

## Sehenswürdigkeiten
- Pfarrhaus, erbaut 1860–1862
- Reformierte Kirche, erbaut 1810–1813, restauriert 1994

## Verkehr
Sámod ist nur über die Nebenstraße Nr. 58129 zu erreichen, ein Kilometer südlich des Ortes verläuft die Landstraße Nr. 5804. Der nächstgelegene Bahnhof befindet sich in Sellye.